# Đội tuyển Davis Cup Estonia
Đội tuyển Davis Cup Estonia đại diện Estonia ở giải đấu quần vợt Davis Cup và được quản lý bởi Hiệp hội quần vợt Estonia.
Năm 2018, Estonia tham gia Nhóm II khu vực Âu/Phi.

## Đội hình hiện tại (2018)
- Jürgen Zopp
- Vladimir Ivanov
- Kenneth Raisma
- Mattias Siimar

## Lịch sử
Estonia lần đầu tiên tham gia Davis Cup vào năm 1934. Từ năm 1945 đến năm 1992, các vận động viên Estonia đại diện cho Liên Xô.

### Dòng thời gian
- 1993 (khu vực Âu/Phi) Nhóm III
- 1994–1995 Nhóm II
- 1996–1999 Nhóm III
- 2000–2001 Nhóm II
- 2002–2004 Nhóm III
- 2005 Nhóm II
- 2006 Nhóm III
- 2007 Nhóm II
- 2008–2009 Nhóm III
- 2010–2013 Nhóm II
- 2014–2016 Nhóm III
- 2017– Nhóm II